# 潟瀬村
潟瀬村（かたせそん）は、岡山県赤磐郡にあった村。現在の岡山市東区の一部にあたる。

## 地理
肩脊川、塩井川などが形成した谷あいの沖積平野に位置していた。

## 歴史
- 1889年（明治22年）6月1日、町村制の施行により、磐梨郡江尻村、肩脊村、大内村が合併して村制施行し、潟瀬村が発足[1][2]。旧村名を継承した江尻、肩脊、大内の3大字を編成[2]。
- 1900年（明治33年）4月1日、郡の統合により赤磐郡に所属[1][2]。
- 1909年（明治42年）養蚕組合設立[2]。
- 1955年（昭和30年）2月1日、赤磐郡瀬戸町・万富町、上道郡玉井村と合併し、赤磐郡瀬戸町を新設して廃止された[1][2]。合併後、瀬戸町大字江尻・肩脊・大内となる[2]。

### 地名の由来
合併各村が属した古代・中世の肩背郷にちなむ。

## 産業
- 農業、養蚕、果樹[2]